# Ernest Borgnine
Ernest Borgnine, vlastním jménem Ermes Effron Borgnino (24. ledna 1917, Hamden, Connecticut, USA – 8. července 2012, Los Angeles, Kalifornie) byl americký herec italského původu, držitel Oscara, Zlatého glóbu, ceny BAFTA a ceny Emmy.
Pocházel z rodiny italských přistěhovalců. Jeho rodiče, otec Camillo Borgnino a matka Anna Bosseli, se brzy po jeho narození rozvedli a on zůstal se svojí matkou, se kterou v raném dětství posléze pobýval přibližně 5 let v Itálii. Nicméně jeho rodiče se v roce 1923 opět smířili a společně se celá rodina posléze usadila North Havenu v Connecticutu.

## Námořní kariéra
Po ukončení středoškolského studia v New Havenu v Connecticutu vstoupil do řad Amerického vojenského námořnictva, kde sloužil, s krátkou přestávkou v roce 1941, až do roku 1945, tedy celkem 10 let. Sloužil jako střelec na palubě torpédoborce USS-Lamberton. Za svoji službu v Tichomoří během 2. světové války získal hned několik řádů a medailí (Good Conduct Medal, American Defense Service Medal, American Campaign Medal, Asiatic-Pacific Campaign Medal a World War II Victory Medal).

## Herecká kariéra
Herectví se začal věnovat až po svém odchodu z Amerického námořnictva v roce 1945 a jeho herecká kariéra pak trvala více než 60 let (od roku 1949 až do roku 2011).
Začínal v Barterově divadle v Abingdonu ve Virginii, odkud v roce 1949 odešel hrát do New Yorku na Broadway. V roce 1951 definitivně přesídlil do Kalifornie do Los Angeles. Jeho první přelomovou filmovou rolí se stal snímek Odtud až na věčnost z roku 1953. Zpočátku ztvárňoval vyloženě záporné postavy padouchů a lidí s pokřiveným charakterem. Nicméně postupně se vypracoval i na uznávaného a ceněného herce charakterních rolí. Další zlom přinesla jeho první velká charakterní filmová role ve snímku Marty z roku 1955, kde si zahrál komplikovanou postavu dobráckého řezníka trpícího nadměrným ostychem a komplexem méněcennosti ve styku se ženami. Právě tato role mu však přinesla nejen cenu BAFTA a cenu z Mezinárodního filmového festivalu v Cannes, ale posléze i Zlatý glóbus a Oscara.
Cenu Emmy získal poprvé v roce 1963 za své účinkování v televizním seriálu McHale's Navy (česky: McHaleovo námořnictvo).
V 70. letech pobýval v někdejším Československu, kdy zde natáčel britsko-americký televizní film Na západní frontě klid podle stejnojmenného Remarqueova románu.
V roce 1981 si zahrál po boku italského herce Terence Hilla hlavní roli ve filmu Superpolda. Kromě filmového herectví se příležitostně věnoval i dabingu a moderování televizních show. Roku 2003 bylo možné jeho hlas slyšet v kresleném seriálu Simpsonovi. Americké publikum ho může znát jako hlasového herce postavy Supermořce v seriálu Spongebob v kalhotách.
V roce 2007, ve svých 90 letech, byl nominován na Zlatý glóbus, za roli v televizním filmu Grandpa for Christmas a stal se tak nejstarším hercem v historii tohoto ocenění, který byl nominován na tuto cenu.

## Osobní život
Během svého 95 let dlouhého života byl celkem pětkrát ženatý.